# Norra Barnsjön
Norra Barnsjön är en sjö i Mölndals kommun i Halland och ingår i Kungsbackaåns huvudavrinningsområde. Sjön är 6 meter djup, har en yta på 0,069 kvadratkilometer och befinner sig 75,6 meter över havet.

## Delavrinningsområde
Norra Barnsjön ingår i det delavrinningsområde (638989-127988) som SMHI kallar för Mynnar i Kungsbackaån. Medelhöjden är 59 meter över havet och ytan är 0,88 kvadratkilometer. Det finns ett avrinningsområde uppströms, och räknas det in blir den ackumulerade arean 1,25 kvadratkilometer. Vattendraget som avvattnar avrinningsområdet har biflödesordning 2, vilket innebär att vattnet flödar genom totalt 2 vattendrag innan det når havet efter 17 kilometer. Avrinningsområdet består mestadels av skog (43 %), öppen mark (16 %) och jordbruk (36 %). Avrinningsområdet har 0,13 kvadratkilometer vattenytor vilket ger det en sjöprocent på 2,9 %. Bebyggelsen i området täcker en yta av 0,09 kvadratkilometer eller 2 % av avrinningsområdet.